# Sean McIntosh
Sean McIntosh (* 21. Mai 1985 in Maple Ridge, British Columbia) ist ein ehemaliger kanadischer Autorennfahrer. Er startete von 2005 bis 2007 in der A1GP.

## Karriere
McIntosh begann seine Motorsportkarriere 1993. Er war bis 2001 im Kartsport aktiv und trat zu Midget-Car-Rennen an. 2000 debütierte er im Formelsport und nahm an Rennen der U.S. F2000 National Championship teil. 2001 wurde er Zehnter in der Formel Continental der Region San Francisco. Außerdem startete er in der U.S. F2000 National Championship. Eine Saison später wurde McIntosh Fünfter in der U.S. F2000 National Championship. Darüber hinaus trat er in der nordamerikanischen Formel Renault an. Er gewann ein Rennen und wurde Vierter in der Meisterschaft. 2003 nahm McIntosh an einigen Rennen der nordamerikanischen Formel Renault teil und wurde Gesamtelfer. Darüber hinaus trat er in der Winterserie der britischen Formel Renault an und belegte auch hier den elften Platz. In den nächsten zwei Jahren war McIntosh für das Team Firstair in der britischen Formel Renault aktiv. In seiner ersten Saison gewann er ein Rennen und wurde Sechster im Gesamtklassement. 2005 entschied McIntosh fünf Rennen für sich und wurde mit 417 zu 436 Punkten Vizemeister hinter Oliver Jarvis.
Im Winter 2005/2006 war McIntosh ein Pilot des kanadischen Teams in der A1 Grand Prix, die in dieser Saison erstmals ausgetragen wurde. McIntosh bestritt die ersten acht, Patrick Carpentier die letzten drei Veranstaltungen. Nachdem McIntosh auf dem EuroSpeedway Lausitz mit einem dritten Platz eine Podest-Platzierung erzielt hatte, folgte auf dem Sentul International Circuit sein erster Sieg. Es war zugleich sein vorerst letztes A1GP-Rennen. Das kanadische Team lag am Saisonende auf dem elften Platz in der Teamwertung. 2006 erhielt McIntosh bei KTR ein Cockpit in der Formel Renault 3.5. McIntosh beendete zwei Rennen auf dem Podium und ein zweiter Platz war sein bestes Resultat. Am Saisonende belegte er mit 63 Punkten den sechsten Platz in der Fahrerwertung. Damit setzte er sich teamintern gegen Robbie Kerr, der 20 Punkte erzielt hatte, durch. In der A1GP-Saison 2006/2007 absolvierte McIntosh weitere A1GP-Rennen. Er teilte sich das Cockpit in dieser Saison mit James Hinchcliffe. McIntosh bestritt vier, Hinchcliffe sieben Rennwochenenden. Ein fünfter Platz war das beste Ergebnis von McIntosh.
2008 und 2009 war McIntosh in keiner Rennserie aktiv. 2010 kehrte er in den Motorsport zurück, diesmal jedoch im GT-Sport. Er nahm in dieser und der nächsten Saison an jeweils einem Rennen der Grand-Am Sports Car Series teil und beendete Ende 2011 seine Karriere.

## Statistik

### Karrierestationen
| - 1993–2001: Kartsport, Midget-Cars - 2000: U.S. F2000 National Championship - 2001: Formel Continental, Region San Francisco (Platz 10) - 2001: U.S. F2000 National Championship - 2002: Nordamerikanische Formel Renault (Platz 4) | - 2002: U.S. F2000 National Championship (Platz 5) - 2003: Nordamerikanische Formel Renault (Platz 11) - 2003: Britische Formel Renault, Winterserie (Platz 11) - 2004: Britische Formel Renault (Platz 6) - 2005: Britische Formel Renault (Platz 2) | - 2006: A1 Grand Prix - 2006: Formel Renault 3.5 (Platz 6) - 2007: A1 Grand Prix - 2010: Grand-Am Sports Car Series, GT (Platz 83) - 2011: Grand-Am Sports Car Series, GS (Platz 89) |